# Divadelní dramaturgie
Divadelní dramaturgie je umělecká činnost, která tvoří teoretický podklad pro práci režiséra, herců a dalších tvůrců inscenace. Ve výsledku inscenace netvoří žádné hmotné, hmatatelné umělecké výsledky na jevišti, je jen prostředníkem a zprostředkovatelem mezi autorem a inscenátory. Tvoří návrh dramaturgického plánu a podle něj také vyhledává a navrhuje dramata k zinscenování.

## Dramaturgický plán
Dramaturgický plán tvoří dramaturg podle uměleckého plánu celého divadla, v němž je angažován. Program je tvořen s určitým cílem, zaměřením, tématem. Vše je však vymezeno vnějšími a vnitřními faktory. Vnější okolnosti, jimiž jsou doba, místo a společenská situace, v nichž divadlo existuje, předurčují finanční situaci, návštěvnost divadla a očekávání společnosti. Vnitřními okolnostmi jsou možnosti divadla – finanční, umělecké, provozní, personální, atd. Tyto dva druhy faktorů také určují specializaci divadla – na druh divadelní činnosti, na typ diváků, dramaturgický plán a způsoby inscenací. Dopad uměleckého programu na dramaturgický plán definuje Hořínek v Úvodu do praktické dramaturgie takto: “Umělecký program je vnitřní osou dramaturgie a dramaturgie je aplikací uměleckého programu ve sféře dramatických textů.” Tvorba dramaturgického plánu se tedy odvíjí od směru uměleckého programu divadla. Ten může být dynamický, jelikož každé divadlo se určitým způsobem a směrem vyvíjí.
Sestavování dramaturgického plánu musí souhlasit s profilem divadla a jeho uměleckým plánem. Je třeba se na něj dívat jako na celek, jehož části do sebe zapadají (výpadek jednoho dramatu z plánu často bývá těžce nahraditelný) a tvoří určitý jednotný komplex, jdoucí za určitým cílem. Dramaturg nesmí zohledňovat osobní zájmy, je třeba k tvorbě plánu přistupovat objektivně. Stejné podmínky však platí nejen pro jeho tvorbu, ale také posuzování.

## Rozbor dramatu
Další prací dramaturga je, poté co vybere konkrétní titul, připravit pro režiséra a ostatní inscenátory podklady a materiály vybraného dramatu. To znamená, že text, jenž se bude inscenovat, se musí řádně rozebrat, a to nejen ze stylistického, literárního a poetického hlediska, ale také z hlediska dobových společenských kontextů. Musí se rozebrat fabule, psychologie postav a nalézt hlubší význam textu. Text je posuzován z hlediska literární a divadelní kvality textu a historického a aktuálního kontextu a významu. Při rozboru musí dramaturg určit také konkrétní žánr, ve kterém bude text prezentován – některá dramata mohou být jak komická, tak tragikomická.
Hlavním cílem tohoto rozboru je dopátrat se základních myšlenek a významů dramatu. Je to příprava podkladů pro další práci inscenátorů, kteří drama zpracují a interpretují po svém. Pokud tedy má být dramatikova práce inscenátory ocenitelná, měla by být vypracována objektivně.
Po takovém dramatickém objektivním rozboru následuje určení dramaturgicko-režijní koncepce, která je již subjektivnější. Dochází tu k určení interpretace textu, hierarchizaci významů, motivace činů postav, rozhoduje se způsob, dramatická koncepce, téma a stylizace ztvárnění. Dokazuje to vzájemnou souvislost s potřebou spolupráce režie a dramaturgie. Je tedy jasné, že zde již dochází k přerodu mezi režijní a dramaturgickou prací. V této fázi zrodu inscenace už nemusí jít o práci jediného člověka. Režisér může s dramaturgem spolupracovat, nebo tuto funkci splňuje sám.

## Další dovednosti dramaturga
Jedna z posledních věcí, které má dramaturg při přípravě inscenace na starost je revize dramatického textu. Herci musí dostat před začátkem zkoušek již upravený text, není to však pravidlem, při tvorbě některých inscenaci dochází k úpravám teprve během zkoušek. Při takové revizi je třeba tolerovat umělecké a stylové hodnoty textu. Jazyk dramatického textu má dvě roviny. Je to stylová rovina dramatického textu, dramatikův styl, a styl promluv jednotlivých postav, které ji charakterizují. Všechny úpravy sledují dosáhnutí optimální jazykové úrovně. Jejich nejběžnější formou jsou škrty. Vězí za tím nadměrná délka textu, mnohomluvnost, nadbytečnost a změna významu. Nesmí se však zapomenout na výstavbu a řád uměleckého díla, škrty musí mít dostatečně pádný důvod a musí odpovídat dramaticko-režijní koncepci.
Dramaturg pracuje s již napsanými texty, ale často mívá na dramaturgickou tvorbu jistý vliv. Například zadává nové překlady, žádá spisovatele o nové původní hry, čímž se podílí svou iniciativou na vznik nových dramat. Také svou kritikou upozorňuje autory na případné nedostatky a chyby a podává návrhy, jak dílo upravit. Dramaturg se může také aktivně podílet na tvorbě nové inscenace, adaptaci, či si dokonce sám napsat nové drama.
Dramaturg také zajišťuje základní zpětnou vazbu. Inscenaci posuzuje jak z hlediska zvolené metody, prostředků a postupů, součinnosti složek, tak v souvislosti s uměleckým programem divadla.